# Kennin
Kennin (建仁) era un nombre de la era japonesa (年号, nengō,, iluminado."nombre del año") después de Shōji y antes de Genkyū. Este período comenzó en febrero de 1201 y terminó en febrero de 1204. El emperador reinante era Tsuchimikado-tennō (土御門天皇).

## Eventos de la era Kennin

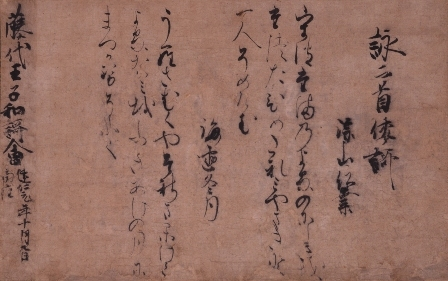
Uno de los tres poemas de Kumano (熊野懐紙 Kumano kaishi) escritos por el Emperador Go-Daigo en una peregrinación a Kumano en el primer año de Kennin.

- 1202 (Kennin 2, primer mes): Nitta Yoshishige murió. Fue subdirector de cocina del Dairi (大炊助) en el palacio. Su rango en la corte era el segundo de la 5.ª clase (従五位下).[3]
- 1202 (Kennin 2, 7mo mes): Minamoto no Yoriie fue ascendido al 2.º rango de la 2.ª clase; y fue nombrado el segundo shogun del shogunato Kamakura.[3]
- 1202 (Kennin 2, décimo mes): El naidaijin Minamoto no Michichika murió a los 54 años; y su puesto en la corte fue ocupado por el dainagon Fujiwara no Takatada.[3]
- 1202 (Kennin 2): Por orden del Shogun Minamoto no Yoriie, el monje Eisai fundó Kennin-ji, un templo y monasterio Zen.[4]
- 1203 (Kennin 3, octavo mes): El Shogun Yoriie cayó gravemente enfermo.[3]
- 1203 (Kennin 3, 9.º mes): Yoriie se afeitó la cabeza y se convirtió en sacerdote budista; y el emperador llamado Minamoto no Sanetomo como el tercer shogun, Hōjō Tokimasa se convirtió en el shikken (regente) de Sanetomo.[5]

## Otros sitios web
- National Diet Library, "The Japanese Calendar" -- visión histórica más imágenes ilustrativas de la colección de la biblioteca.

| Kennin | 1.º  | 2.º  | 3.º  | 4.º |
| ------ | ---- | ---- | ---- | --- |
| 1201   | 1202 | 1203 | 1204 |     |

| Precedido por: Shōji | Era o nengō: Kennin | Sucedido por: Genkyū |

- Datos: Q1195433